# Ede Szigligeti

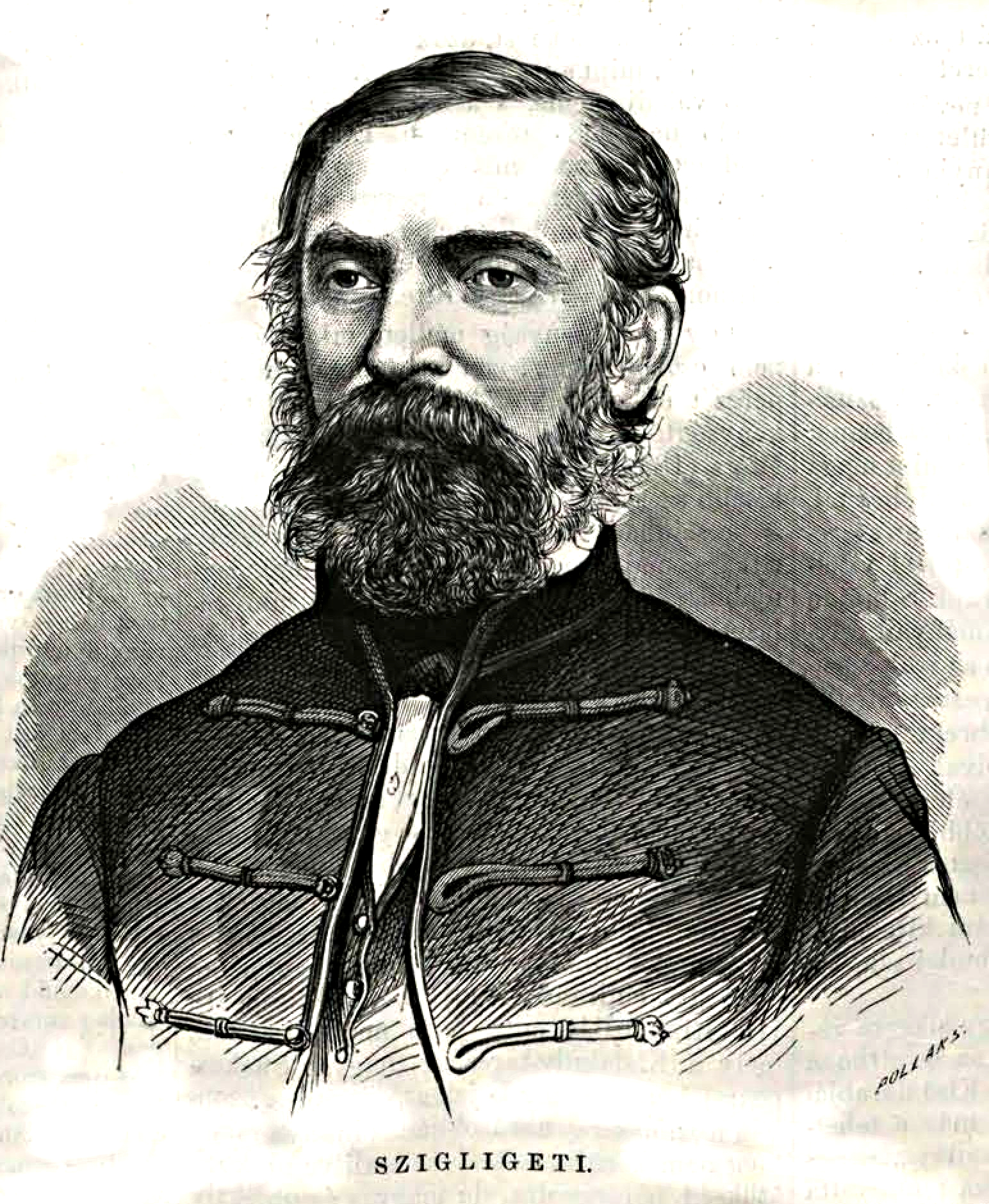
Ede Szigligeti

Ede Szigligeti, egentligen József Szathmáry, född 8 mars 1814 i Nagyvárad, död 19 januari 1878 i Budapest, var en ungersk dramaturg.
Szigligeti blev 1834 skådespelare och tillhörde ungerska nationalteatern sedan dess öppnande (1837), slutligen (1873) som dess dramatiske ledare. Han var utomordentligt produktiv och skrev mer än 100 dramer, lustspel och folkskådespel, av vilka de sistnämnda står högst (Lelenc, Hittebarnet, 1863).